# Trolejbusy w Metz
Trolejbusy w Metz − zlikwidowany system komunikacji trolejbusowej we francuskim mieście Metz, działający w latach 1947−1966.

## Historia
Pierwszą linię trolejbusową w Metz otwarto 14 września 1947. Kolejne dwie linie otwarto do marca 1949. Do obsługi sieci posiadano 18 trolejbusów VBR, VBRh i Vétra CS48 pochodzące ze Strasburga. Trolejbusy  zlikwidowano 1 maja 1966.